# O Micróbio do Samba
O Micróbio do Samba é o nono álbum de estúdio da cantora e compositora Adriana Calcanhotto, lançado em 21 de março de 2011 pela Sony BMG.
O álbum é totalmente autoral e dedicado ao samba. Duas canções já haviam sido gravadas por outras cantoras: "Beijo Sem" por Teresa Cristina e "Vai Saber?" por Marisa Monte.

## Lista de faixas
| N.º            | Título                          | Compositor(es)      | Duração  |  |
| 1.             | "Eu Vivo a Sorrir"              | Adriana Calcanhotto | 4:40     |  |
| 2.             | "Aquele Plano para Me Esquecer" | Calcanhotto         | 3:09     |  |
| 3.             | "Pode Se Remoer"                | Calcanhotto         | 3:14     |  |
| 4.             | "Mais Perfumado"                | Calcanhotto         | 3:12     |  |
| 5.             | "Beijo Sem"                     | Calcanhotto         | 2:50     |  |
| 6.             | "Já Reparô?"                    | Calcanhotto         | 4:05     |  |
| 7.             | "Vai Saber?"                    | Calcanhotto         | 3:40     |  |
| 8.             | "Vem Ver"                       | Calcanhotto Dadi    | 3:38     |  |
| 9.             | "Tão Chic"                      | Calcanhotto         | 2:31     |  |
| 10.            | "Deixa, Gueixa"                 | Calcanhotto         | 3:17     |  |
| 11.            | "Você Disse Não Lembrar"        | Calcanhotto         | 2:31     |  |
| 12.            | "Tá na Minha Hora"              | Calcanhotto         | 3:42     |  |
| Duração total: | Duração total:                  | Duração total:      | 00:57:09 |  |